# Macchi M.39

Macchi M.39, tekening met 3 aanzichten

De  Macchi M.39 was een Italiaans eenmotorig laagdekker race-watervliegtuig. Ontwikkeld en geproduceerd door vliegtuigfabriek Aermacchi. Het toestel was de winnaar van de 1926 Schneider Trophy, gevlogen door piloot Mario de Bernardi. De eerste vlucht van de M.39 vond plaats op 6 juli 1926. Er zijn vijf toestellen van dit type geproduceerd.

## Ontwerp en historie
De Macchi M.39 was een ontwerp van Mario Castoldi voor een race-watervliegtuig met twee drijvers. De constructie bestond uit een mix van hout en metaal. De motorbrandstof bevond zich in de drijvers. Het vliegtuig had een open cockpit direct achter de vleugels. Speciaal voor het Schneider Trophy circuit in 1926, waarbij alleen linkerbochten werden gevlogen, werd de linkervleugel iets minder lang gemaakt dan de rechter. Zodat kortere bochten konden worden gedraaid. Er waren twee uitvoeringen: een raceversie met een Fiat V-12 motor van 800 pk en een trainingsversie met een V-12 motor van 600 pk. De M.39 raceversie zette eind 1926 een snelheidsrecord neer van 416,618 km/u.
De Macchi M.52 uit 1927 was grotendeels gebaseerd op de M.39. De M.52 had een Fiat AS.3 V-12 motor van 1000 pk.

## Vergelijkbare vliegtuigen
- Supermarine S.6B
- Caudron C.460
- Bellanca 28-70
- De Havilland DH.88 Comet